# Max Windmüller
Max Windmüller surnommé Cor (né le 7 février 1920 à Emden en Frise orientale; mort le 21 avril 1945 à Cham dans le Haut-Palatinat) était un combattant juif allemand contre le nazisme. Après avoir dû fuir le Troisième Reich avec ses parents pour se réfugier aux Pays-Bas, il s'y rapprocha du groupe Westerweel et sauva la vie à de nombreux enfants et adolescents juifs qui avaient fui l'Allemagne. Les membres de ce groupe de résistance leur procuraient des papiers, des cachettes et favorisaient leur fuite. À ce groupe appartenaient des juifs mais aussi des membres d’autres communautés.  Une telle collaboration n'était alors pas évidente. Le groupe Westerweel sauva 393 juifs au total. Windmüller personnellement en sauva 100.

## Biographie

### Enfance
Max Windmüller était le fils de Moritz Windmüller, boucher et marchand bétail et de Jette Windmüller, née Seligmann. Il avait quatre frères et sœurs. Les parents le prénommèrent Max, en souvenir de son oncle paternel, mort au cours de la Première Guerre mondiale. De 1926 à 1933 Max a fréquenté l'école juive de Emden. Au cours de la dernière année de sa scolarité, il a intégré le mouvement de la jeunesse des travailleurs socialistes ((de) sozialistische Arbeiterjugend).

### Fuite aux Pays-Bas
En 1933 la famille a commencé à fuir aux Pays-Bas après que les nazis eurent retiré à son père son autorisation d'exercer. La famille rejoint Beilen, ou vivait une sœur de sa mère, via Delfzijl. De là il rejoignit Groningue, où il fonda avec son frère Isaak un groupe qui organisait la fuite de juifs vers la Palestine.  Isaak était le chef de ce groupe et Windmüller entama une formation agricole dans une ferme près de Assen, afin de préparer son exil vers la Palestine. Peu avant la Seconde guerre mondiale, en 1939, Isaak rejoignit la Palestine avec le bateau Dora, qui transportait des passagers clandestins.

### Capture
Le 18 juillet 1944, rue Erlanger dans le 16e arrondissement de Paris, la Gestapo a fait irruption dans une rencontre secrète de la résistance juive, à la suite d'une trahison de l'agent double Karl Rebhein. Windmüller et d'autres membres importants de la résistance juive comme André Amar, Henri Pohoryles, Ernest Appenzeller, César Chamy et Maurice Loebenberg ont été emprisonnés et inculpés pour haute trahison, collaboration avec l'ennemi et espionnage. Par un heureux hasard Metta Lande réussit à éviter la prison. Les prisonniers furent interrogés et torturés au quartier général de la Gestapo, rue de la Pompe. Loebenberg y est mort sous la torture. Les autres furent transportés à la prison de Fresnes puis au camp de Drancy. De ce camp plus de 61 000 personnes – juifs et résistants – ont été déportés dans les camps de la mort. Dans le groupe de Cor se trouvaient également Kurt Reilinger (Nanno), Paula Kaufman, Alfred Fraenkel (Tzippy), Ernst Hirsch, Ernst Ascher, Gert Sperber, Paul Wolff et du groupe français René Kapel, Jacques Lazarus ainsi que d'autres. Cor et plusieurs autres résistants, dont Paula Kaufman, sont déportés de Drancy le 17 aout 1944 vers le camp de Buchenwald, ou ils arriveront le 24 aout. Cor y sera fusillé, lors de l'évacuation du camp.

## Souvenir
En 1946 Windmüller a été décoré à titre posthume de la médaille de la Résistance française. Sa vie et son combat sont commémorés à divers endroits par exemple au Yad Vashem. Dans la forêt du souvenir Westerweel, à proximité de Haïfa, est érigé un monument dédié à Joop Westerweel, Max Windmüller et leurs compagnons du mouvement de résistance. Le musée des combattants du Ghetto, Beit Lohamei Haghetaot en Israël, l'honore comme combattant de la résistance. Une stèle se trouve également à l'emplacement du camp de concentration de Flossenbürg. Enfin, le 8 novembre 1988, la rue Webergilde à Emden a été rebaptisée rue Max-Windmüller.

## Source(s)
- (de) Cet article est partiellement ou en totalité issu de l’article de Wikipédia en allemand intitulé « Max Windmüller » (voir la liste des auteurs).